# Monroe (miasto)
Monroe – miasto w Stanach Zjednoczonych, w stanie Nowy Jork, w hrabstwie Orange.